# Inco Superstack
Inco Superstack (Инко Суперстэк) — дымовая труба, самая высокая не только в Канаде и Северной Америке, но и во всём Западном полушарии. Имея высоту 380 метров, занимает вторую строчку в списке самых высоких сооружений Канады (после Си-Эн Тауэр), также вторую строчку в списке самых высоких труб мира (после дымовой трубы Экибастузской ГРЭС-2) и 38-ю строчку в списке самых высоких свободностоящих сооружений мира. Расположена на территории завода по производству никеля в городе Большой Садбери, Онтарио.

## Описание
Высота Инко Суперстэк — 380—381 метров. Стоимость строительства трубы составила около 25 миллионов канадских долларов. Её масса — 39 006 тонн, диаметр основания — 35,4 метра, диаметр вершины — 15,8 метров. С введением трубы в действие, в регионе улучшилась экологическая обстановка, которая до этого была крайне негативной. Над Садбери часто висел густой смог, отравлялась природа, в частности, близлежащее озеро Рэмси.

## История
Строительство Инко Суперстэк было начато 22 июня 1970 года компанией Inco Limited, которая позднее была приобретена компанией Vale. Во время строительства, 20 августа того же года, регион посетил торнадо, который ныне занимает 8-ю строчку в списке самых смертоносных торнадо страны (тогда погибло шесть человек). Во время урагана труба заметно раскачивалась, но устояла, получив небольшие повреждения. Во время торнадо на верхушке трубы находились шестеро рабочих, никто из них не пострадал, но все они уволились на следующий же день. Именно следующий день, 21 августа, стал днём окончания строительства объекта.
С 1972 года труба работает на полную мощность. До 1987 года Инко Суперстэк была самой высокой дымовой трубой в мире, пока не была построена дымовая труба Экибастузской ГРЭС-2 в Казахской ССР (ныне — Казахстан).
В 1992 году компания Inco Limited за создание своей дымовой трубы получила награду от ООН в связи с заметным улучшением экологической обстановки в регионе.
В ноябре 2014 года Vale объявила, что возможна остановка работы Инко Суперстэк в связи с усовершенствованием производства, которое обошлось в один миллиард долларов и позволило сократить вредные выбросы на 85 %. Если трубе не будет найдено применения, она будет снесена и заменена гораздо более низкой дымовой трубой.